# 376 aC
El 376 aC va ser un any del calendari romà prejulià. En aquell temps, era conegut com a any del tribunat de Cras, Lanat, Maluginense i Pretextat (o, més rarament, any 378 ab urbe condita o de la fundació de la ciutat). L'ús del nom «376 aC» per referir-se a aquest any es remunta a l'alta edat mitjana, quan el sistema Anno Domini va ser el mètode de numeració dels anys més comú a Europa.

## Esdeveniments

### Antiga Grècia
- Els atenencs vencen els espartans en la batalla naval de Naxos, en el context de la guerra tebana.[2]
- Càbries, general atenenc, va assetjar l'illa de Naxos, aliada a Esparta. El navarc espartà Pol·lis dirigia una flota de 60 naus encarregada de tallar els subministraments de gra a Atenes, i va decidir d'atacar Càbries. Comandava l'ala dreta i va derrotar l'ala esquerra atenesa matant el seu comandant, però va arribar Càbries amb la flota principal i va guanyar la batalla. No se sap si Pol·lis va morir allà.[3]
- Els tribal·lis, un poble de Tràcia, creuen les muntanyes de l'Hemus amb trenta mil homes i avancen cap a Abdera que saquegen sense oposició. A la retirada, els habitants d'Abdera els ataquen i moren dos mil tribal·lis. Com a revenja, tornen contra Abdera, que mentrestant s'havia aliat amb altres tribus de la rodalia, i presenta batalla. Els aliats tracis davant de l'enemic, deserten, i els tribal·lis derroten els abderians i els maten, assetjant la ciutat que es va haver de rendir. Va arribar Càbries, amb la flota atenenca, que acabava de derrotar a la flota espartana a Naxos i va obligar els tribal·lis a retirar-se d'Abdera, deixant a la ciutat una guarnició.[4]

### Antiga Roma
- Aquest any, a Roma, són elegits tribuns amb potestat consular: Luci Papiri Cras, Luci Meneni Lanat, Servi Corneli Maluginense i Servi Sulpici Pretextat.[5]
- Gai Licini Calvus Estoló i Luci Sexti Sextí Laterà, tribuns de la plebs, presenten unes lleis, conegudes amb el nom de Lleis Liciniae-Sextiae, on proposen l'abolició dels tribuns amb potestat consular i ordenaven que els tribuns militars fossin nomenats pels cònsols i no pels comicis, i que almenys un dels tribuns fos plebeu. Els patricis porten a terme una resistència violenta, però els tribuns de la plebs, exercint el dret a veto, aconsegueixen que durant cinc anys no s'elegís cap tribú amb potestat consular, fins que, aprovada la llei, es tornen a elegir dos cònsols anualment.[6][7][8]